# Hun Sen
Hun Sen (n. 5 august 1952, Peam Kaoh Sna Commune⁠(d), Kampong Cham Province⁠(d), Cambodgia) este un politician cambodgian și fost comandant militar care ocupă funcția de prim-ministru al Cambodgiei din 1985. El este cel mai longeviv șef de guvern din Cambodgia și unul dintre cei mai longevivi lideri din lume. Este, de asemenea, președintele Partidului Popular Cambodgian (PPC) și membru al Adunării Naționale pentru circumscripția Kandal. Titlul său onorific complet este Samdech Akka Moha Sena Padei Techo Hun Sen, adică „Lordul Suprem Comandant Militar Hun Sen”).
Născut Hun Bunal, și-a schimbat numele în Hun Sen în 1972, la doi ani după ce s-a alăturat Khmerilor Roșii ca soldat. A luptat pentru khmerii roșii în războiul civil cambodgian și a fost comandant de batalion în Kampuchea Democrată până la dezertarea în 1977 și a luptat alături de forțele vietnameze în războiul cambodgiano-vietnamez. Din 1979 până în 1986 și din nou din 1987 până în 1990, a ocupat funcția de ministru de externe al Cambodgiei în guvernul din Vietnamul ocupat. La vârsta de 26 de ani era cel mai tânăr ministru de externe din lume.